# Staatsmeisterschaft von Mato Grosso do Sul
Die Staatsmeisterschaft von Mato Grosso do Sul ist die Fußballmeisterschaft des Bundesstaates Mato Grosso do Sul (portugiesisch: Campeonato Sul-Mato-Grossense de Futebol) in Brasilien. Sie wird seit 1979 vom Fußballlandesverband der Federação de Futebol de Mato Grosso do Sul (FFMS) organisiert und durchgehend jährlich ausgetragen.
Rekordmeister ist der Operário Futebol Clube aus der Landeshauptstadt Campo Grande mit 14 Titeln, gefolgt vom Lokalrivalen Esporte Clube Comercial mit 9 Titeln. Beide Vereine haben schon in den Jahren vor 1979 zusammen fünfmal die Staatsmeisterschaft von Mato Grosso gewinnen können.

## Sieger
| Rekordmeister: Operário FC | 0 | 14 Titel | Operário FC (Campo Grande)                                                                     |
| Rekordmeister: Operário FC | 0 | 09 Titel | EC Comercial (Campo Grande)                                                                    |
| Rekordmeister: Operário FC | 0 | 06 Titel | CE Nova Esperança (Campo Grande)                                                               |
| Rekordmeister: Operário FC | 0 | 04 Titel | EC Águia Negra (Rio Brilhante)                                                                 |
| Rekordmeister: Operário FC | 0 | 03 Titel | Ubiratan EC (Dourados)                                                                         |
| Rekordmeister: Operário FC | 0 | 02 Titel | SER Chapadão (Chapadão do Sul) Corumbaense FC (Corumbá) Costa Rica EC (Costa Rica)             |
| Rekordmeister: Operário FC | 0 | 01 Titel | SE Nova Andradina Coxim AC Ivinhema FC CE Naviraiense (Naviraí) CD Sete de Setembro (Dourados) |

## Meisterschaftshistorie
| Meister 2025: Operário FC | 0 | - 2025 Operário FC - 2024 Operário FC - 2023 Costa Rica EC - 2022 Operário FC - 2021 Costa Rica EC - 2020 EC Águia Negra - 2019 EC Águia Negra - 2018 Operário FC - 2017 Corumbaense FC - 2016 CD Sete de Setembro - 2015 EC Comercial (MS) - 2014 CE Nova Esperança - 2013 CE Nova Esperança - 2012 EC Águia Negra - 2011 CE Nova Esperança - 2010 EC Comercial - 2009 CE Naviraiense - 2008 Ivinhema FC - 2007 EC Águia Negra - 2006 Coxim AC - 2005 CE Nova Esperança - 2004 CE Nova Esperança - 2003 SER Chapadão - 2002 CE Nova Esperança - 2001 EC Comercial - 2000 EC Comercial - 1999 Ubiratan EC - 1998 Ubiratan EC - 1997 Operário FC - 1996 Operário FC - 1995 SER Chapadão - 1994 EC Comercial - 1993 EC Comercial - 1992 SE Nova Andradina - 1991 Operário FC - 1990 Ubiratan EC - 1989 Operário FC - 1988 Operário FC - 1987 EC Comercial - 1986 Operário FC - 1985 EC Comercial - 1984 Corumbaense FC - 1983 Operário FC - 1982 EC Comercial - 1981 Operário FC - 1980 Operário FC - 1979 Operário FC |